# 대한민국 민법 제98조
대한민국 민법 제98조는 물건의 정의에 대한 민법총칙 조문이다.

## 조문
제98조(물건의 정의) 본법에서 물건이라 함은 유체물 및 전기 기타 관리할 수 있는 자연력을 말한다.

第98條(物件의 定義) 本法에서 物件이라 함은 有體物 및 電氣 其他 管理할 수 있는 自然力을 말한다.

Article 98 (Definition of Thing) Under the Civil Law, a thing means tangible items, electricity and other manageable forces of nature.

## 비교 조문
일본민법 제85조 (정의) 이 법률에 있어서 "물"이란 유체물을 말한다.

## 동물
동물은 이 중 유체물에 해당하는데 법무부는 제98조2항을 입법예고하여 '동물은 물건이 아니다'라는 조항을 신설 하였다.

## 사례
- 재산적 가치가 있으나 금전으로 환산할 수 없는 법률상 또는 사실상의 모든 권리는 물건이 아니다[2].
- 근로복지공단에서 틀니에 대해 "비록 물건이라도 인체에 부착되면 신체의 일부로서 신체의 필수 기능을 수행하고 있는 경우 요양급여가 가능하다."고 유권 해석한 적이 있고 국민권익위원회는 “업무 중에 의족이 망가져 소송을 진행하고 있는 장애인에게 의족을 착용해 일상 활동을 해왔고, 이후 현재의 사업장에 취업까지 한 사실로 봤을 때 양 씨의 의족은 (물건이 아닌) 신체의 일부로 봐야 한다고 보았다[3].
- 게임머니와 아이템은 게임 프로그램의 일부이기에 민법상 물건으로 보기 어렵다는 견해가 있다[4].

## 판례
- 일반적으로 일단의 증감 변동하는 동산을 하나의 물건으로 보아 이를 채권담보의 목적으로 삼으려는 이른바 집합물에 대한 양도담보설정계약체결도 가능하며 이 경우 그 목적 동산이 담보설정자의 다른 물건과 구별될 수 있도록 그 종류, 장소 또는 수량지정 등의 방법에 의하여 특정되어 있으면 그 전부를 하나의 재산권으로 보아 이에 유효한 담보권의 설정이 된 것으로 볼 수 있다[5].

## 같이 보기
- 물건
- 전기
- 집합물